# 滴定管夾
滴定管夹（burette clamp）又被称为蝴蝶夹、碟式夹，因其形似蝴蝶而得名，常被用作滴定管的夹持工具，一般可夾持兩根滴定管，由金属或塑料制成。

## 结构
滴定管夹由一个翼形螺钉和两个夹具组成。翼形螺钉位于滴定管夹的中部，用以将其固定在铁架台或滴定台上；夹具位于两侧，用以夹持滴定管。下面的图片展示了它的构造。
- 正面
- 背面
- 侧面

## 使用
将滴定管夹由上至下插入滴定台的铁棒，用翼形螺钉固定，保持稳定。用手按住一侧的夹具，使其与滴定管夹主体之间空有部分空隙，此时将滴定管插入并夹住。